# Lapocka-nyelvcsonti izom

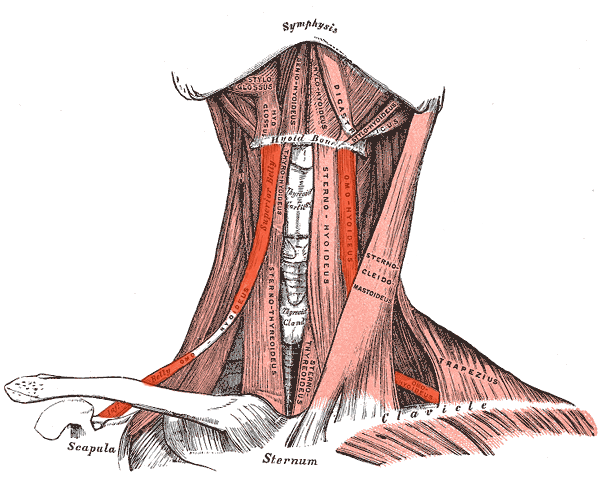
A nyak izmai (a vörös jelöli az omohyoideust)

A nyak izmai (a piros jelöli az omohyoideust)

A musculus omohyoideus egy apró, hosszúkás izom az ember nyakában.

## Eredés, tapadás, elhelyezkedés
Ez az izom két részből áll: egy alsó és egy felső részből.
- Az alsó rész a lapocka (scapula) margo superior scapulae nevű részéről ered.
- A felső rész a nyelvcsontról (os hyoideum) ered. A két részt egy köztes szalag köti össze.

## Funkció
Süllyesztik a gégét (larynx) és a nyelvcsontot. 

## Beidegzés, vérellátás
A radix superior ansae cervicalis és a radix inferior ansae cervicalis idegzik be. Az arteria thyreoidea inferior és a arteria thyreoidea superior látja el vérrel.

## Külső hivatkozások
- Definíció Archiválva 2007. december 20-i dátummal a Wayback Machine-ben
- Kép Archiválva 2008. szeptember 17-i dátummal a Wayback Machine-ben
- Leírás